# 聖使徒聖堂 (アテネ)
聖使徒聖堂（ギリシア語: Ναός Αγίων Αποστόλων Σολάκη）はギリシャ アテネのアテナイのアゴラ内にある正教会の聖堂のこと。10世紀末から11世紀頃のビザンティン時代に建てられた聖堂である。19世紀に聖堂修復の費用負担をしたΣολάκη（ソラキ）家、又は当時の近隣地の名前を冠してソラキの聖使徒教会と呼ばれることもある。
アテナイのアゴラ内に残る建物は、近年復元されたアッタロスの柱廊を除いて、ヘーパイストス神殿と聖使徒聖堂のみである。
聖堂は2世紀頃に造られた噴水のあるニンファニウム（Nymphaeum, Νυμφαίον）の跡地の一部に建てられていて、ビザンティン時代のアテナイで最初に建てられたもっとも重要な聖堂であった。4本の柱で丸屋根を支える内接十字型と呼ばれる建築様式だが、幾度にも渡る改修を経て当初の姿はあまり残っていない。

## 現地へのアクセス
- アテネ地下鉄 モナスティラキ駅 から南南西へ約500m（アテナイのアゴラ内）